# Sòcrates de Rodes
Sòcrates de Rodes (Socrates, Σωκράτης) fou un historiador grec nadiu de  Rodes, que probablement va viure en el temps d'August (final del segle I aC i començament del segle i). Va escriure una obra sobre la guerra civil de la qual Ateneu de Naucratis esmenta alguns particulars respecte a Marc Antoni i Cleòpatra.